# Benmore Botanic Garden
De Benmore Botanic Garden is een botanische tuin in het Cowal Peninsula in Argyll and Bute (Schotland). Sinds 1929 valt de tuin onder het beheer van de Royal Botanic Garden Edinburgh. De oppervlakte is circa 49 ha. De tuin ligt in een bergachtige omgeving. De tuin is toegankelijk tussen 1 maart en 31 oktober.
De plantencollectie bestaat onder andere uit meer dan driehonderd soorten rododendrons (waarvan een deel is opgekweekt uit plantmateriaal dat werd verzameld door de botanicus George Forrest), Camellia, coniferen, Hamamelis, Parrotia persica, Cotoneaster, Eucryphia, Fothergilla major, Pieris, Magnolia, planten uit Tasmanië, planten uit Bhutan en planten uit Chili.
De tuin heeft meerdere bezienswaardigheden. De ingang wordt gevormd door de Redwood Avenue, een laan van mammoetbomen (Sequoiadendron giganteum). Deze laan werd in 1863 aangelegd door Piers Patrick, een rijke Amerikaan die het landgoed het jaar daarvoor had gekocht. Pucks hut is te vinden bij het begin van de Formal Garden. De hut is een ontwerp van Robert Lorimer en vormt een eerbetoon aan Isaac Bayley Balfour die van 1888 tot en met 1922 'regius keeper' (directeur) van de Royal Botanic Garden Edinburgh was. De Formal Garden huisvest een grote collectie coniferen die geschikt zijn voor kleinere siertuinen. De Bhutanese Glade ligt op de zuidelijke helling van de Benmore Hill. Het hoogteverschil in de Glade is circa 50 meter. De beplanting bestaat uit soorten die van nature in Bhutan voorkomen. De Tasmanian Ridge omvat planten die van oorsprong in Tasmanië voorkomen. De Chilean Rainforest Glade bevat planten die van nature in Chili voorkomen, waaronder de slangenden (Araucaria araucana). De planten zijn opgekweekt uit plantmateriaal dat door stafleden van de Royal Botanic Garden Edinburgh in het wild is verzameld. De Victorian Fernery is een broeikas van 129 m² en huisvest varens. De broeikas is in victoriaanse stijl gebouwd.
De botanische tuin beschikt over een café. Daarnaast is er een winkel, die boeken, geschenken en planten verkoopt. Sommige van de te koop aangeboden planten zijn in de tuin te bewonderen.